# カトレヤ

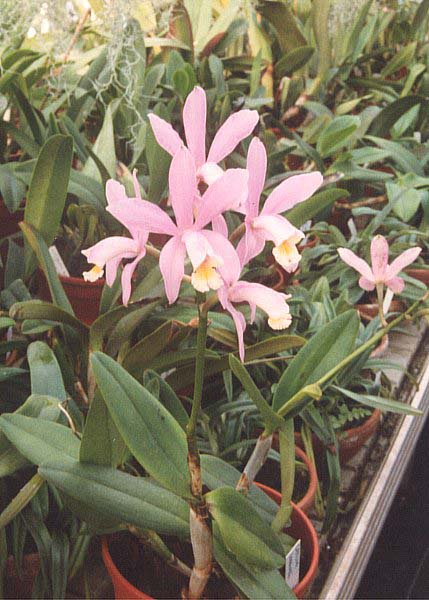
Cattleya loddigesii

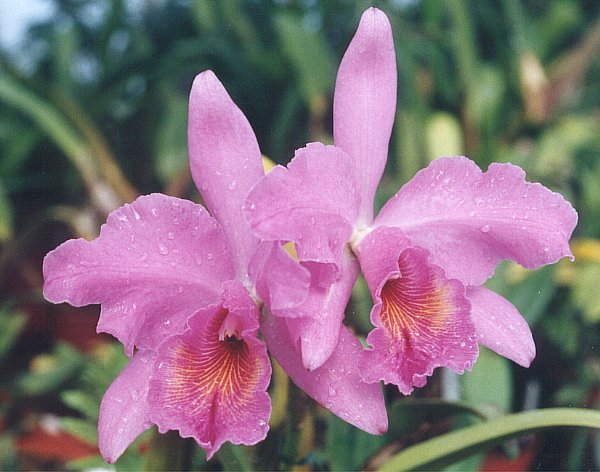
Cattleya warscewiczii

カトレヤ（カトレアとも。Cattleya）とは、中南米原産のラン科植物の1つの属、あるいはその近縁属との交配品種を含む1群の植物である。美しい花を咲かせることからよく栽培され、最も有名な洋ランである。洋ランの女王とも言われる。

## 概要
非常に大輪で派手な花であり、言わば洋ランの代名詞として扱われ、現在では多くの交配種があり、栽培されている。切り花としては華麗さと高級感を演出する。名前はこの属の最初の収集者で最初に栽培で花を咲かせたWilliam Cattleyにちなみ、属の名前として献名されたものである。もともと彼が南米から送ってもらった植物の梱包材として使われていたこの着生植物に興味を持ち、栽培してみたところ予想もしなかった見事な花をつけたため、イギリスの著名な植物学者、ジョン・リンドリーが記載して献名したという逸話が伝わっている。和名としては C. labiata に対してヒノデランというのが牧野富太郎によって与えられている。花の美しさを日の出に見立てたとのこと。
これ以降、カトレヤ属は洋ランの代表として注目され、四大洋ランのトップに必ず挙げられる。カトレヤの名はカトレヤ属の植物の総称として使われる。これは当然であるが、この属および近縁属との属間交配も多く行われ、それらはカトレヤの花をより美しいものにするために行われた傾向がある。そのため、それらの属間雑種にはそれ相応の名が与えられてはいるが、一般にはそれらすべてをまとめてカトレアと呼んでいる。なお、近年の分類体系の変更により、その属の境界も変遷をたどっており、カトレヤの名を冠する植物の幅も広くなった面がある。
カトレアを国花としている国はコスタリカである。

## 形態的特徴
カトレヤは着生植物であり、匍匐茎の節から出る白くて太いうどん状の根で樹皮に張り付くようにして生活する。根の表面は白いスポンジ状の死細胞からなる組織で覆われ、雨水や着生した樹木の樹皮を伝って落ちてきた水をすばやく吸収し、その後でゆっくりと内側の生きた組織で吸収する。根の生きた組織は葉緑体を持ち、光合成の能力を持つ。そのため、表面のスポンジ状の組織が水を吸って光の乱反射が起こらなくなると生きた組織が透けて見え、根全体が緑色に見える。
植物体は全体に肉厚で固い。匍匐茎はあまり伸びず数節だけ成長した後にすぐに立ち上がり、多肉質の偽球茎（バルブ）となる。偽球茎はこん棒状でやや偏平・数節からなるが、そのうちの1節だけが長く発達し、先端には1枚だけ或いは2枚の葉をつけ、これは同じ個体でも個々の偽球茎で変異があることがある。そのため、偽球茎の先端の葉が1枚だけの場合、一見すると太い葉柄を持つ1枚の葉のようにも見える。しかし茎である証拠に、花は偽球茎の先端の葉の根元の内側（腋芽）から出る。偽球茎には多量の水分や栄養分が蓄えられ、間欠的にしか水が得られない樹上の環境に耐えられるようになっている。偽球茎と葉は何年間もの寿命を持ち、株全体で常に数本の偽球茎を持っており、古い偽球茎では葉が枯れて落ちてもなお余命を保ち、水分と栄養分の貯蔵器官として機能している。
成長期になると匍匐茎と偽球茎の境界部の節の腋芽が成長を開始し、新しい偽球茎が立ち上がり葉が伸び始める頃に新しい匍匐茎から新しい根が伸張して樹皮に固着する。この成長期の根の先端部はまだスポンジ状の死んだ組織が分化していないため、みずみずしい緑色をしている。
花は偽球茎の先端から出て1～数輪つく。ただしワルケリアナ（Cattleya walkeriana）は葉を生じない特別な偽球形を生じてその先端で開花する。外花被はやや細い楕円形、側弁は幅広い楕円形、唇弁の基部は蘂柱を包むように両端が上に曲がって筒状になり、先の方では卵形に広がり、周囲はひだになってうねり、中央は濃く色づくものが多い。花びらは大きく開き、正面を向く。色は白からピンク系のものが多く、非常に華やかで美しい。

## 分布と生育環境
中南米のコロンビア、ベネズエラ、ブラジル、エクアドルなどに分布し、特にアンデス山脈などの標高100m～1500m程度の森林地帯に産する。着生植物であり、木の樹皮に付着して生活する。

## 種
The Plant ListにてAcceptedとされている種は以下の通り
- Cattleya aclandiae
- Cattleya acuensis
- Cattleya × adrienne
- Cattleya alagoensis
- Cattleya alaorii
- Cattleya × albanensis
- Cattleya alvaroana
- Cattleya × amanda
- Cattleya amethystoglossa
- Cattleya angereri
- Cattleya araguaiensis
- Cattleya bicalhoi
- Cattleya bicolor
  - C. bicolor subsp. brasiliensis
  - C. bicolor subsp. minasgeraensis
- Cattleya × binotii
- Cattleya blumenscheinii
- Cattleya boissieri
- Cattleya bradei
- Cattleya × brasiliensis
- Cattleya brevipedunculata
- Cattleya briegeri
- Cattleya × britoi
- Cattleya × brymeriana
- Cattleya × calimaniana
- Cattleya × calimaniorum
- Cattleya × carassana
- Cattleya × cattleyioides
- Cattleya caulescens
- Cattleya cernua　ケルヌア
- Cattleya cinnabarina
- Cattleya × cipoensis
- Cattleya coccinea　コクシネア
- Cattleya × colnagiana
- Cattleya colnagoi
- Cattleya conceicionensis
- Cattleya crispa
- Cattleya crispata
- Cattleya × cristinae
- Cattleya × cypheri
- Cattleya × dayana
- Cattleya dichroma
- Cattleya × dolosa
- Cattleya dormaniana
- Cattleya dowiana
  - C. dowiana var. aurea
- Cattleya × dukeana
- Cattleya × duveenii
- Cattleya × elegans
- Cattleya elongata
- Cattleya endsfeldzii
- Cattleya × ericoi
- Cattleya esalqueana
- Cattleya × feldmanniana
- Cattleya fidelensis
- Cattleya flavasulina
- Cattleya forbesii
- Cattleya fournieri
- Cattleya × frankeana
- Cattleya × gaezeriana
- Cattleya gaskelliana
- Cattleya × gerhard-santosii
- Cattleya ghillanyi
- Cattleya gloedeniana
- Cattleya gracilis
- Cattleya grandis
- Cattleya × gransabanensis
- Cattleya granulosa
- Cattleya guttata
- Cattleya × hardyana
- Cattleya harpophylla
- Cattleya harrisoniana
- Cattleya × heitoriana
- Cattleya hispidula
- Cattleya hoehnei
- Cattleya × hummeliana
- Cattleya × hybrida
- Cattleya × imperator
- Cattleya intermedia
- Cattleya × intricata
- Cattleya iricolor
- Cattleya × irrorata
- Cattleya × isabellae
- Cattleya itambana
- Cattleya jenmanii
- Cattleya × jetibaensis
- Cattleya × joaquiniana
- Cattleya jongheana
- Cattleya kautskyana
- Cattleya × kautskyi
- Cattleya × kerchoveana
- Cattleya kerrii
- Cattleya kettieana
- Cattleya kleberi
- Cattleya × labendziana
- Cattleya labiata
- Cattleya × lambari
- Cattleya lawrenceana
- Cattleya × lilacina
- Cattleya liliputana
- Cattleya lobata
- Cattleya loddigesii
- Cattleya longipes
- Cattleya × lucieniana
- Cattleya lueddemanniana
- Cattleya luetzelburgii
- Cattleya lundii　ルンディ
- Cattleya luteola
- Cattleya mantiqueirae
- Cattleya marcaliana
- Cattleya maxima
- Cattleya × measuresii
- Cattleya mendelii
- Cattleya × mesquitae
- Cattleya milleri
- Cattleya mirandae
- Cattleya × mixta
- Cattleya × moduloi
- Cattleya mooreana
- Cattleya mossiae
- Cattleya × mucugensis
- Cattleya munchowiana
- Cattleya × neocalimaniana
- Cattleya × neocalimaniorum
- Cattleya neokautskyi
- Cattleya × neoreginae
- Cattleya × nesyana
- Cattleya nobilior
- Cattleya × occhioniana
- Cattleya pabstii
- Cattleya × patrocinii
- Cattleya pendula
- Cattleya percivaliana
- Cattleya perrinii
- Cattleya pfisteri
- Cattleya × picturata
- Cattleya × pittiana
- Cattleya × porphyritis
- Cattleya porphyroglossa
- Cattleya praestans
- Cattleya presidentensis
- Cattleya pumila プミラ
- Cattleya purpurata
- Cattleya pygmaea
- Cattleya quadricolor
- Cattleya × raganii
- Cattleya reginae
- Cattleya × resplendens
- Cattleya rex
- Cattleya × rigbyana
- Cattleya rupestris
- Cattleya × sancheziana
- Cattleya sanguiloba
- Cattleya schilleriana
- Cattleya schofieldiana
- Cattleya schroederae
- Cattleya × schroederiana
- Cattleya × schunkiana
- Cattleya × sgarbii
- Cattleya sincorana
- Cattleya × sororia
- Cattleya storeyi
- Cattleya tenebrosa
- Cattleya × tenuata
- Cattleya tenuis
- Cattleya teretecaulis
- Cattleya tigrina
- Cattleya trianae
- Cattleya vandenbergii
- Cattleya × varelae
- Cattleya velutina
- Cattleya × venosa
- Cattleya verboonenii
- Cattleya × verelii
- Cattleya × victoria-regina
- Cattleya violacea
- Cattleya virens
- Cattleya walkeriana　ワルケリアナ
- Cattleya wallisii
- Cattleya warneri
- Cattleya warscewiczii
- Cattleya × wetmorei
- Cattleya × whitei
- Cattleya × wilsoniana
- Cattleya wittigiana
- Cattleya × wyattiana
- Cattleya xanthina
- Cattleya × zaslawskiana
- Cattleya × zaslawskii
- Cattleya × zayrae

## 栽培と品種改良
発見の当初よりその美しさのためによく栽培され、また、新たな種の発見に努めるものも多かった。近縁属との間の属間交配も行われ、多くの品種がある。ただし、それらの名前には複雑な経緯と変遷がある。そのため文献やラベルには混乱がある場合がある。

### 旧来の様子
20世紀末まで、野生種は40種ばかり知られ、それらを元にした品種改良も行われ、多くの交配品種がつくられた。近縁の属であるレリア属（Laelia）・ブラッサボラ属（Brassavola）・ソフロニティス属（Sophronitis）との間でも交配が行われている。これらの属とカトレヤ属を含む4属の間では属間交配による雑種も稔性を持つものが多く、3属間雑種や4属間雑種も作られている。それらはカトレヤの花の色や形の範囲を広げることを目指して行われ、一般にはすべてカトレアと認識されている。それらの系統は以下のような名称および略称で示された。
- カトレヤ属（×Cattleya）・カトレヤ（C.）
- ブラッソカトレヤ属（×Brassocattleya）・ブラッサボラｘカトレヤ（BC.）
- レリオカトレヤ属（×Laeliocattleya）・レリアｘカトレヤ（LC.）
- ソフロカトレヤ属（×Sophlovattleya）・ソフロニティスｘカトレヤ（SC.）
- ブラッソレリオカトレヤ属（×Brassolaeliocattleya）・ブラッサボラｘレリアｘカトレヤ（BLC.）
- ソフロレリオカトレヤ属（×Sophlolaeliocattleya）・ソフロニティスｘレリアｘカトレヤ（SLC.）
- ロルフェラ属（×Rolfera）・ブラッサボラｘソフロニティスｘカトレヤ（Rolf.）
- ポティナラ属（×Potinara）・ブラッサボラｘソフロニティスｘレリアｘカトレヤ（Pot.）

### 新しい体系
ところが、21世紀に入って生物分類学において分子系統による見直しが行われており、この類の分類体系にも大きく手が入った。2009年までの変更は以下の通り。
- 旧カトレヤ属から二葉性のものが独立し、グアリアンセ属 （Gualianthe）となった。
- ソフロニティス属のすべて、およびブラジル産のレリア属の種がカトレヤ属に移行。これにより、現在カトレヤ属には約80種が所属する。
- 他に、ブラッサボラ属の一部がリンコレリア属 （Rhyncholaellia） になるなど、周辺属にも変更がある。そのために、属間雑種の学名等にも多くの変更が行われている。

以下に大場監修(2010)より、上記の群に関する交配属を上げておく。ただし、特にエピデンドラム属（Epidendrum）との交配品には、外見的にずいぶん異なるものがあり、それらは必ずしもカトレアとは認識されていない例もある。学名の後ろ括弧内は略称。
- ブラサンセ属 ×Brassanthe（Bsn.)：ブラッサボラ属（Brassavola）× グアリアンセ属（Gualianthe）
- ブラソカタンセ属 ×Brassocatanthe（Bct.)：ブラッサボラ属（Brassavola）× カトレヤ属（Cattleya）×グアリアンセ属（Gualianthe）
- ブラッソカトレア属 ×Brassocatttleya（bc.)：ブラッサボラ属（Brassavola）× カトレヤ属（Cattleya）
- ブラッソエピデンドラム属 ×Brassoepdendrum（Bepi.)：ブラッサボラ属（Brassavola）× エピデンドラム属（Epidendrum）
- ブラッソレリオカトレヤ属 ×Brassolaeriocatleya　：ブラッサボラ属（Brassavola）× カトレヤ属（Cattleya）× レリア属（Laelia）
- ブロウナラ属 ×Brownara（Bwna.)：Broughtonia ×カトレヤ属（Cattleya）× Diacrium
- カトレイケア属 ×Catleychea（Ctyth.）：カトレア属（Cattleya）× Prosthechea
- カトレトニア属 ×Cattleytonia（Ctna.)：Brougtonia×カトレア属（Cattleya）
- カトリアンセ属 ×Cattlianthe（Ctt.)：カトレヤ属（Cattleya）× グアリアンセ属（Gualianthe）
- カウロカトレア属 ×Caulocattleya（Clty.)：カトレヤ属（Cattleya）× Caulathron
- ダイアレリア属 ×Dialaelia（Dial.)：Diacrium× レリア属（Laelia）
- エピカタンセ属 ×Epicathanthe（Ett.)：カトレヤ属（Cattleya）× エピデンドラム属（Epidendrum）× グアリアンセ属（Gualianthe）
- エピカテケア属 ×Epicatechea（Ecc.)：カトレヤ属（Cattleya）× エピデンドラム属（Epidendrum）× Plostechea
- エピカトレア属 ×Epicattleya（Epc.)：カトレヤ属（Cattleya）× エピデンドラム属（Epidendrum）
- エピレリオカトレア属 ×Epilaeliocattleya（Eplc.)：カトレヤ属（Cattleya）× エピデンドラム属（Epidendrum）× レリア属（Laelia）
- フジワララ属 ×Fujiwarara（Fjw.)：ブラッサボラ属（Brassavola）× カトレヤ属（Cattleya）× Laeliopsis
- グアリシクリア属 ×Guaricyclia（Gcy.)：Encyclia× グアリアンセ属（Gualianthe）
- グアリデンドルム属 ×Guaridendrum（Gdd.)：エピデンドラム属（Epidendrum）× グアリアンセ属（Gualianthe）
- グアリトニア属 ×Guaritonia（Grt.)：Broughtonia × グアリアンセ属（Gualianthe）
- レリオカタンセ属 ×Laeliocatanthe（Lcn.)：カトレヤ属（Cattleya）× レリア属（Laelia）× グアリアンセ属（Gualianthe）
- レリオカトニア属 ×Laeliocatonia（Lctna.)：Broughtonia× カトレヤ属（Cattleya）× レリア属（Laelia）
- レリオカトレア属 ×Laeliocattleya（Lc.)：カトレヤ属（Cattleya）× レリア属（Laelia）
- レプトボラ属 ×Leptovora（Lpt.)：ブラッサボラ属（Brassavola）× Leptotes
- ローワラ属 ×Lowara（Low.)：ブラッサボラ属（Brassavola）× レリア属（Laelia）× ソフロニティス属（Sophronitis）
- ポティナラ属 ×Potinara（Pot.)：ブラッサボラ属（Brassavola）× カトレア属（Cattleya）× レリア属（Laelia）× ソフロニティス属（Sophronitis）
- リンカトデンドラム属 ×Rhyncatdendrum（RND.)：カトレア属（Cattleya）× エピデンドラム属（Epidendrum）× リンコレリア属（Rhyncholaellia）
- リンカトレリア属 ×Rhyncatolaelia（Ryc.)：カトレア属（Cattleya）×レリア属（Laelia）×リンコレリア属（Rhyncholaellia）
- リンカトレアンセ属 ×Rhyncattleanthe（Rth.)：カトレア属（Cattleya）×グアリアンセ属（Gualianthe）×リンコレリア属（Rhyncholaellia）
- リンコブラソレリア属 ×rhynchobrassolaelia　(Rby.)：ブラッサボラ属（Brassavola）×カトレア属（Cattleya）×リンコレリア属（Rhyncholaellia）
- リンコレリオカトレア属 ×Rhyncolaeliocattleya　(Rlc.)：ブラッサボラ属（Brassavola）×カトレヤ属（Cattleya）
- ロルフェアラ属 ×Rolfeara　(Rolf.)：ブラッサボラ属（Brassavola）×カトレア属（Cattleya）×ソフロニティス属（Sophronitis）
- ソフロレリア属 ×Sophrolaelia　(Sl.)：レリア属（Laelia）×ソフロニティス属（Sophronitis）
- ソフロレリオカトレア属 ×Sophrolaeliocattleya　(Slc.)：カトレア属（Cattleya）×レリア属（Laelia）×ソフロニティス属（Sophronitis）
- ボーナラ属 ×Vaughnara（Vnra.)：ブラッサボラ属（Brassavola）×カトレア属（Cattleya）×エピデンドラム属（Epidendrum）
- ヤマダアラ属 ×Yamadaara（Yam.)：ブラッサボラ属（Brassavola）×カトレア属（Cattleya）×エピデンドラム属（Epidendrum）×レリア属（Laelia）